# Crednerita
La crednerita és un mineral de la classe dels òxids, que rep el seu nom del geòleg i mineralogista alemany Karl F. H. Credner (1809-1876). Va ser descoberta l'any 1847 a la mina Glücksstern, Gottlob Hill, Friedrichroda, Thuringia, Alemanya.

## Característiques
La crednerita és un òxid de coure i manganès, amb fórmula CuMnO₂. Cristal·litza en el sistema monoclínic formant plaques primes de sis cares. També s'hi pot trobar de manera radial, semiesfèrica o en agregats esferulítics, així com formant revestiments terrosos. La seva duresa a l'escala de Mohs és de 4.
Segons la classificació de Nickel-Strunz, la crednerita pertany a «04.AB: Òxids amb proporció Metall:Oxigen = 2,1 i 1:1, amb Catió:Anió (M:O) = 2:1 (i 1,8:1)» juntament amb els següents minerals: tenorita, delafossita, mcconnel·lita, bromellita, zincita, bunsenita, calç, manganosita, monteponita, períclasi, wüstita i pal·ladinita.

## Formació i jaciments
Es tracta d'un mineral secundari format a baixa temperatura, potser indicant un ambient químic reductor. Sol trobar-se associada a altres minerals com: psilomelana, hausmannita, malaquita, volborthita, barita, calcita, wad, cerussita, hidrocerussita i mendipita. Als territoris de parla catalana ha estat descrita tan sols a la mina de Les Ferreres (Camprodon, Ripollès).